# Slavery Abolition Act 1833
La Ley de abolición de la esclavitud de 1833 (3 y 4 Will. IV c. 73) preveía la abolición inmediata de la esclavitud en la mayoría de partes del Imperio británico. Esta ley del Parlamento del Reino Unido amplió la jurisdicción de la Ley de comercio de esclavos de 1807 e hizo ilegal la compra o la propiedad de esclavos dentro del Imperio británico, con la excepción de "los territorios en posesión de la Compañía de las Indias Orientales", Ceilán (ahora Sri Lanka) y Santa Elena. La ley fue derogada en 1997 como parte de una mayor racionalización de la ley estatutaria inglesa; sin embargo, la legislación antiesclavista posterior sigue vigente.

## Antecedentes
En mayo de 1772, la sentencia de Lord Mansfield en el caso Somerset emancipó a un esclavo en Inglaterra y así ayudó a iniciar el movimiento para abolir la esclavitud. El caso dictaminó que los esclavos no podían ser transportados fuera de Inglaterra contra su voluntad, pero en realidad no abolió la esclavitud en Inglaterra. Sin embargo, muchos activistas, incluido Granville Sharp, consideraron que la ratio decidendio del caso Somerset significaba que la esclavitud no estaba apoyada por la ley en Inglaterra y que no podía ejercerse ninguna propiedad sobre los esclavos que entraban en tierra inglesa o escocesa. En 1785, el poeta inglés William Cowper escribió:

No tenemos esclavos en casa - Entonces, ¿por qué en el extranjero? <br /> Los esclavos no pueden respirar en Inglaterra; si sus pulmones <br /> Reciba nuestro aire, en este momento son libres. <br /> Tocan nuestro país, y sus gajos caen. <br /> Esto es noble y denota una nación orgullosa. <br /> Y celoso de la bendición. Esparcirlo entonces, <br /> Y dejar circular por cada vena.

## Campaña para abolir el tráfico de esclavos

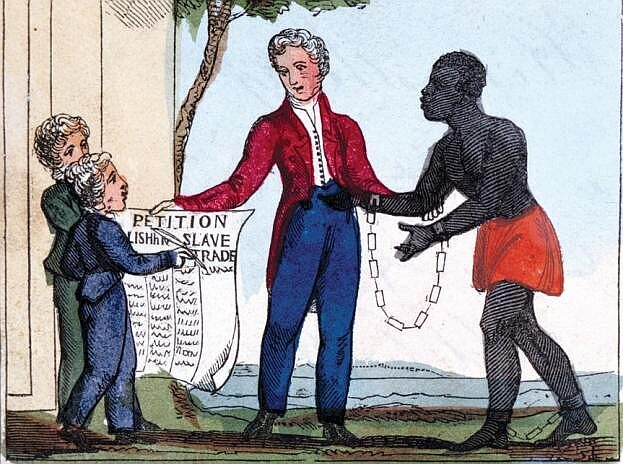
Ilustración del libro: The Black Man's Lament, or, how to make azúcar de Amelia Opie. (Londres, 1826)

En 1783, un movimiento contra la esclavitud para abolir el tráfico de esclavos en todo el Imperio había comenzado entre el público británico, con la creación de la Sociedad para la Abolición del Comercio de Esclavos Estimulado por un incidente que implicaba a Chloe Cooley, una esclava llevada a Canadá por un leal estadounidense, el teniente gobernador del Alto Canadá, John Graves Simcoe, presentó la Ley contra la esclavitud en 1793. Aprobada por la Asamblea Legislativa local, fue la primera legislación que prohibió el tráfico de esclavos en una parte del Imperio Británico.
Después de Francia, que abolió la esclavitud en 1794, los británicos eran, a finales del siglo XVIII, los principales defensores de la abolición de la esclavitud en todo el mundo, habiendo sido anteriormente los mayores traficantes de esclavos del mundo. William Wilberforce había escrito en su diario en 1787 que su gran propósito en la vida era suprimir el tráfico de esclavos antes de luchar durante 20 años contra la industria.
En 1807, el Parlamento aprobó la Ley de comercio de esclavos de 1807, que prohibía el tráfico internacional de esclavos, pero no la esclavitud en sí. La legislación fue programada para coincidir con la esperada prohibición a partir de 1808 del tráfico internacional de esclavos por parte de Estados Unidos, el principal rival del Reino Unido en el comercio marítimo. Esta legislación impuso multas que hicieron poco para disuadir a los participantes del tráfico de esclavos. El abolicionista Henry Brougham se dio cuenta de que el comercio había continuado y, como nuevo diputado, introdujo con éxito la Ley de delitos de comercio de esclavos de 1811 que finalmente convirtió el tráfico de esclavos en el extranjero en un delito en todo el imperio. Royal Navy estableció el Escuadrón de África Occidental para suprimir el tráfico de esclavos del Atlántico patrullando la costa de África Occidental. Suprimió el tráfico de esclavos, pero no lo detuvo por completo. Entre 1808 y 1860, el Escuadrón de África Occidental capturó 1.600 barcos de esclavos y liberó a 150.000 africanos. Reasentaron muchos en Jamaica y Bahamas. Gran Bretaña también utilizó su influencia para coaccionar a otros países para que aceptaran tratados para poner fin a su tráfico de esclavos y permitir que la Royal Navy se apodera de sus barcos de esclavos.

## Campaña para abolir la esclavitud

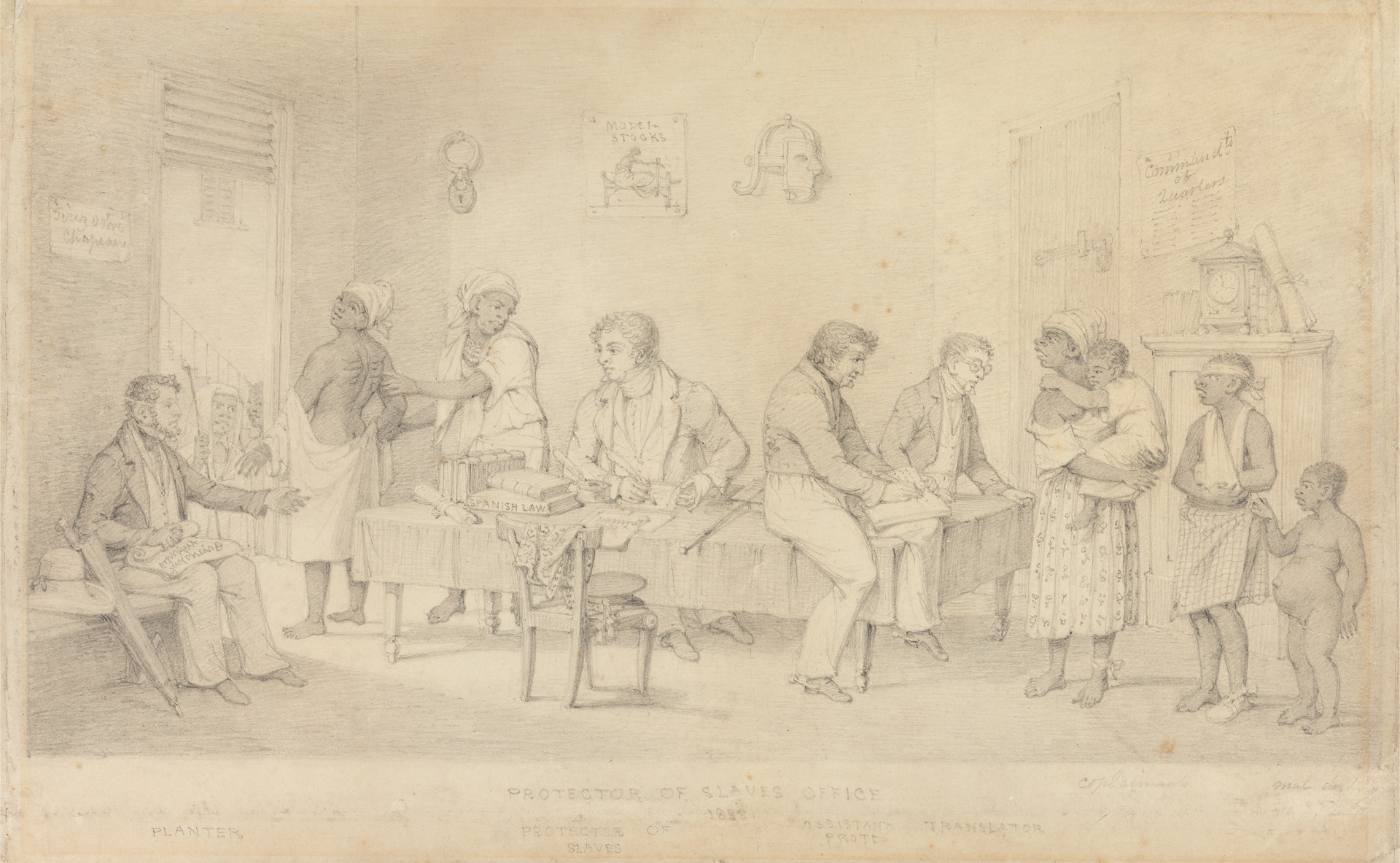
Oficina del Protector de los Esclavos (colonia de Trinidad), Richard Bridgens, 1838.

Entre 1807 y 1823, los abolicionistas mostraron poco interés por abolir la esclavitud en sí. Eric Williams presentó datos económicos a Capitalismo y esclavitud para demostrar que el comercio de esclavos en sí sólo generaba pequeños beneficios en comparación con las plantaciones de azúcar mucho más lucrativas del Caribe y, por tanto, la esclavitud seguía prosperando en estas fincas. Sin embargo, a partir de 1823, la industria azucarera británica caribeña entró en un declive final, y el parlamento británico ya no sintió que necesitaban proteger los intereses económicos de los plantadores de azúcar de las Indias Occidentales.
En 1823 se fundó en Londres la Sociedad Antiesclavitud. Los miembros incluyeron a Joseph Sturge, Thomas Clarkson, William Wilberforce, Henry Brougham, Thomas Fowell Buxton, Elizabeth Heyrick, Mary Lloyd, Jane Smeal, Elizabeth Pease y Anne Knight. Los militantes de razas mixtas jamaicanas como Louis Celeste Lecesne y Richard Hill también eran miembros de la Sociedad Antiesclavitud.
Durante las vacaciones de Navidad de 1831, estalló una revuelta de esclavos a gran escala en Jamaica, conocida como la Guerra Bautista. Fue organizado originariamente como una huelga pacífica por el ministro bautista Samuel Sharpe . La rebelión fue reprimida por la milicia de la plantocracia jamaicana y la guarnición británica diez días después a principios de 1832. Debido a la pérdida de bienes y vidas en la rebelión de 1831, el Parlamento británico hizo dos investigaciones. Los resultados de estas investigaciones contribuyeron mucho a la abolición de la esclavitud con la Ley de abolición de la esclavitud de 1833.
Hasta entonces, los plantadores de azúcar de las ricas islas británicas como la Colonia de Jamaica y Barbados pudieron comprar barrios podridos y de bolsillo, pudiendo formar un cuerpo de resistencia a los movimientos para abolir la esclavitud. Este lobby de las Indias Occidentales, que más tarde se convirtió en el Comité de las Indias Occidentales, compró suficientes asientos para poder resistir las aberturas de los abolicionistas. Sin embargo, la Ley de reforma de 1832 barrió sus asientos de distrito podridos, abriendo el camino para que la mayoría de miembros de la Cámara de los Comunes impulsaran una ley para abolir la esclavitud en todo el Imperio Británico.

## Promulgación legislativa

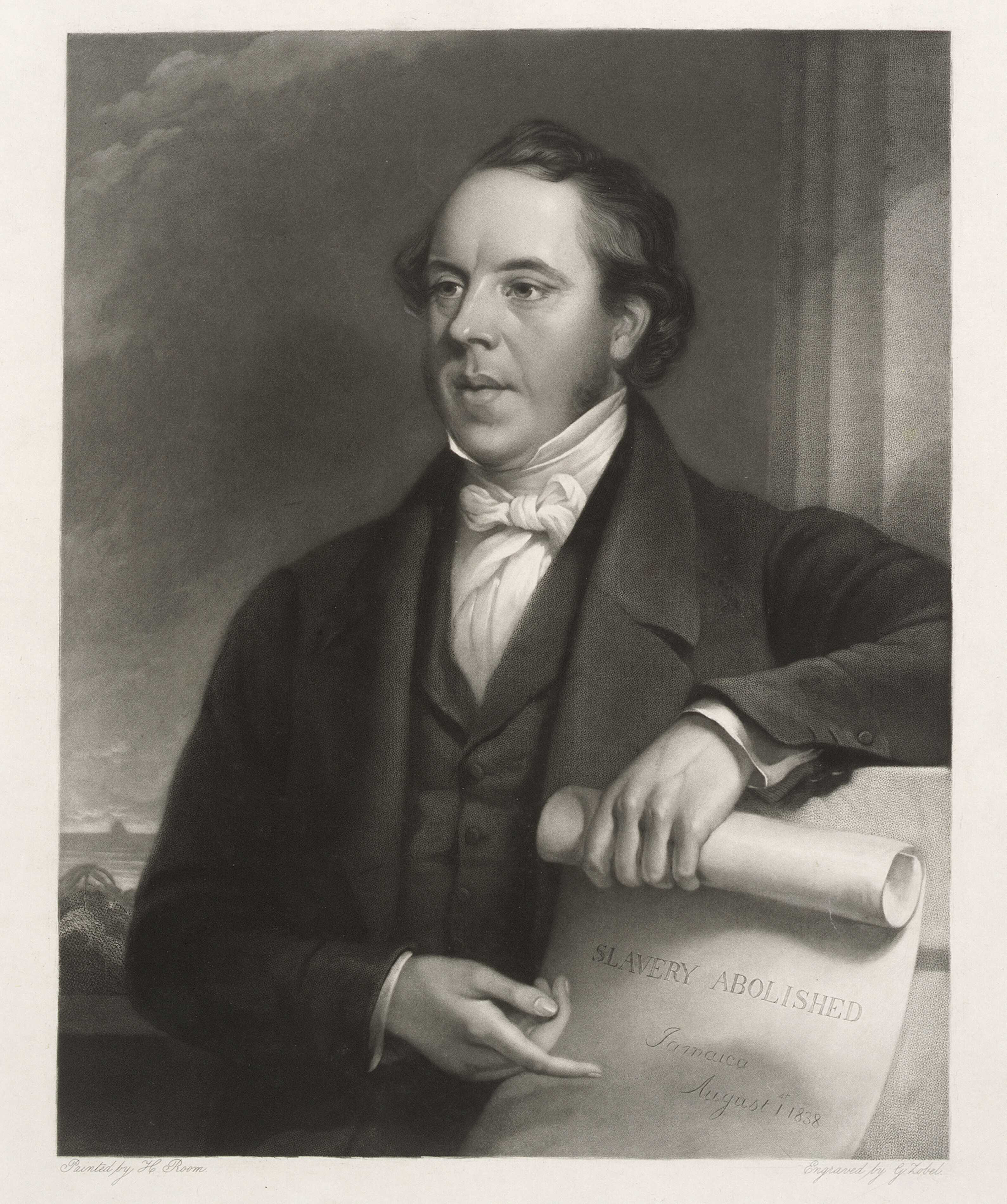
Retrato del abolicionista Thomas Clarkson, hacia 1840, según Henry Room ; en el rollo está "La esclavitud abolida; Jamaica; 1 de agosto de 1838", fecha en que terminaron los aprendizajes.

La Ley aprobó su segunda lectura en la Cámara de los Comunes sin oposición el 22 de julio de 1833, justo una semana antes de la muerte de William Wilberforce. Recibió la sanción real un mes después, el 28 de agosto, y entró en vigor al año siguiente, el 1 de agosto de 1834. En términos prácticos, sólo los esclavos menores de seis años fueron liberados en las colonias. Los antiguos esclavos de más de seis años fueron redesignados como " aprendices ", y su servidumbre fue abolida en dos etapas: el primer conjunto de aprendizajes terminó el 1 de agosto de 1838, mientras que los últimos aprendizajes debían cesar el 1 de agosto de 1840. La Ley excluía específicamente "los territorios en posesión de la Compañía de las Indias Orientales, o en la isla de Ceilán o en la isla de Santa Helena". Las excepciones fueron eliminadas en 1843.

## Indemnizaciones para propietarios de esclavos
La ley preveía pagos a los propietarios de esclavos. La cantidad de dinero a gastar en los pagos se fijó en "la suma de veinte millones de libras esterlinas". Según los términos del Acta, el gobierno británico recaudó 20 millones de libras para pagar la pérdida de los esclavos como activos comerciales a los propietarios registrados de los esclavos liberados. En 1833, 20 millones de libras esterlinas representaban el 40% de los ingresos anuales del Tesoro o aproximadamente el 5% del PIB británico de la época. Para financiar los pagos, el gobierno británico contrató un préstamo de 15 millones de libras, finalizado el 3 de agosto de 1835, con el banquero Nathan Mayer Rothschild y su cuñado Moses Montefiore ; 5 millones de libras se pagaron directamente en acciones gubernamentales, por valor de 1.500 millones de libras en la actualidad. Los contribuyentes británicos no devolvieron el dinero hasta 2015, cuando el gobierno británico decidió modernizar la cartera de dorados canjeando todos los dorados restantes sin fecha. La larga brecha entre ese dinero prestado y su reembolso se debió al tipo de instrumento financiero utilizado, más que a la cantidad de dinero prestada.
La mitad del dinero se destinaba a familias propietarios de esclavos en el Caribe y África, mientras que la otra mitad se destinaba a propietarios ausentes que vivían en Gran Bretaña. Los nombres que figuran en las declaraciones de los pagos de los propietarios de esclavos muestran que la propiedad estaba repartida por muchos cientos de familias británicas, muchas de ellas (aunque no todas) de alta posición social. Por ejemplo, Henry Phillpotts (entonces obispo de Exeter), con tres más (como síndicos y albaceas del testamento de John Ward, primer conde de Dudley), recibió 12.700 libras por 665 esclavos en las Indias Occidentales, mientras Henry Lascelles, segundo conde de Harewood recibió 26.309 libras por 2.554 esclavos en 6 plantaciones. La mayoría de hombres y mujeres que recibieron un pago en virtud de la Ley de abolición de 1833 figuran en una lista parlamentaria, titulada Ley de abolición de la esclavitud, que es una cuenta de todo el dinero otorgado por los Comisarios de Compensación de Esclavos en los Documentos Parlamentarios 1837-8 (215). vuelo. 48.

## Protestas contra el arreglo transitorio
El 1 de agosto de 1834, un grupo desarmado de gente mayoritariamente ancianos a quien se dirigía el gobernador a la Casa de Gobierno de Port of Spain, colonia de Trinidad (actual Trinidad y Tobago) sobre las nuevas leyes, empezó a cantar: "Pas de six ans . Point de seis años" ("No seis años. No seis años"), ahogando la voz del gobernador. Las protestas pacíficas continuaron hasta que se aprobó una resolución para abolir el aprendizaje y se logró la libertad de facto. El 1 de agosto de 1838 se concedió legalmente la plena emancipación

## Excepciones y esfuerzos de seguimiento

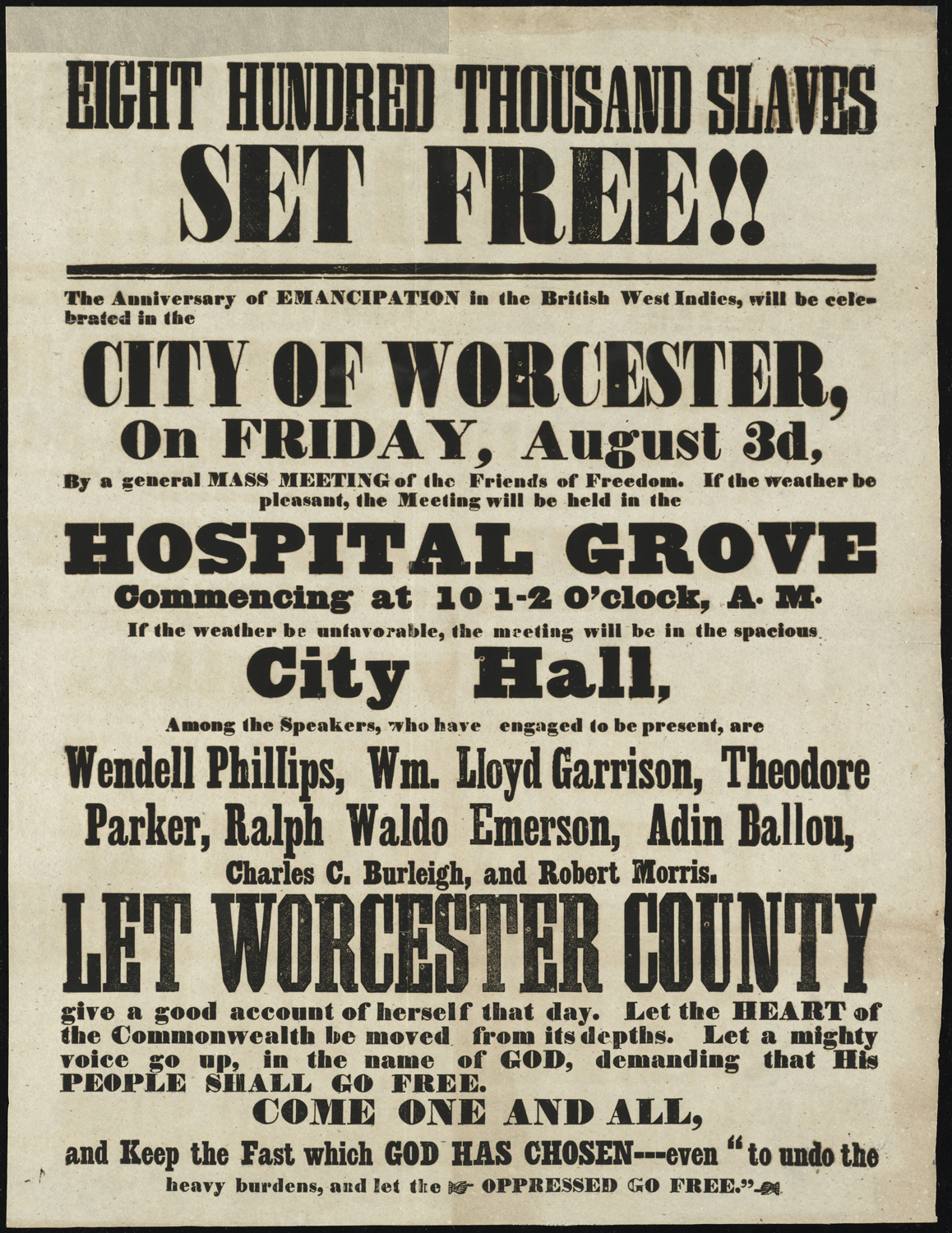
Cartel de un evento en Worcester, Massachusetts en 1849, conmemorando el fin de la esclavitud en las Indias Occidentales Británicas

Como excepción notable al resto del Imperio Británico, el Acta no se extendió a ninguno de los territorios administrados por la Compañía de las Indias Orientales, incluidas las islas de Ceilán y Santa Helena, en las que la Compañía había estado regulando de manera independiente., y en parte prohibiendo el tráfico de esclavos desde 1774; con regulaciones que prohíben la esclavitud, la venta sin escritura escrita y el transporte de esclavos en el territorio de la Compañía prohibido durante el período. La Ley de esclavitud de la India de 1843 prohibió a los empleados de la compañía poseer o tratar con esclavos, además de conceder una protección limitada según la ley, que incluía la capacidad para un esclavo de poseer, transferir o heredar propiedades, beneficiando teóricamente los 8 a 10. millones que se calculaba que existían en el territorio de la empresa, por citar el Rev. Howard Malcom :

Se dice que el número de esclavos en Carnatic, Mysore y Malabar es mayor que en la mayoría de otras partes de la India, y abarca casi toda la casta Puncham Bundam. La cifra total en la India británica nunca se ha determinado, pero las personas mejor informadas que pude consultar se supone que es, por término medio, al menos una de cada ocho, es decir, unos diez millones. Muchos los consideran el doble de numerosos. — Travels in Hindustan, & China. Chambers's edition pág. 23.

En 1839 se formó en Londres una organización sucesora de la Anti-Slavery Society, la British and Foreign Anti-Slavery Society, que trabajó para prohibir la esclavitud en todo el mundo. La organización internacional de derechos humanos más antigua del mundo, continúa hoy como Anti-Slavery International.
Se cree que después de 1833 el tráfico clandestino de esclavos continuó en el Imperio Británico; en 1854 Nathaniel Isaacs, propietario de la isla de Matakong frente a la costa de Sierra Leona fue acusado de tráfico de esclavos por el gobernador de Sierra Leona, Sir Arthur Kennedy . Los documentos relacionados con los cargos se perdieron cuando el Forerunner naufragó a Madeira en octubre de 1854. A falta de los papeles, los tribunales ingleses se negaron a continuar con el procesamiento.
En Australia, continuó el llamado blackbirding, así como la actitud de los trabajadores nativos de “pagar en fideicomiso” en algunos casos hasta la década de 1970.
La esclavitud moderna, tanto en forma de tráfico de seres humanos como de personas encarceladas por trabajos forzados u obligatorios, sigue hasta nuestros días.

## Derogación de la ley
La Ley de abolición de la esclavitud de 1833 fue derogada íntegramente por la Ley del estatuto (derogaciones) de 1998 . La derogación no ha vuelto a legalizar la esclavitud, con secciones de la Ley de comercio de esclavos de 1824, la Ley de comercio de esclavos de 1843 y la Ley de comercio de esclavos de 1873 que siguen en vigor. En su lugar, la Ley de Derechos Humanos de 1998 incorpora en la ley británica el artículo 4 de la Convención Europea de Derechos Humanos que prohíbe la tenencia de personas como esclavos.